# Brachypterus schaefferi
Brachypterus schaefferi är en skalbaggsart som beskrevs av Antoine Henri Grouvelle 1912. Brachypterus schaefferi ingår i släktet Brachypterus och familjen kullerglansbaggar. Inga underarter finns listade i Catalogue of Life.